# Bandeira do Mali
A bandeira do Mali é uma tricolor vertical dividida igualmente. A partir da tralha as cores são: verde, ouro e vermelho, ou as cores Pan-Africanas.

## História
A atual bandeira foi adaptada no dia 1º de Março de 1961. A bandeira original foi adaptada no dia 4 de Abril de 1959, quando o Mali se juntou à Federação do Mali. Essa bandeira era a mesma, exceto a figura humana estilizada, chamada kanaga, um negro com os braços levantados ao céu,na parte central dourada da bandeira. A figura foi posteriormente omitida devido à desaprovação Islâmica em relação a representações da forma humana (a população do Mali é cerca de 90% Muçulmana). 

## Simbolismo
O verde representa a fertilidade da terra, o ouro representa a pureza e a riqueza mineral, e o vermelho simboliza o sangue derramado pela independência dos franceses. 

## Cores
|             | Verde      | Amarelo    | Vermelho  |
| ----------- | ---------- | ---------- | --------- |
| Pantone     | 2271c      | 115c       | 3546c     |
| CMYK        | 91-0-100-0 | 0-9-100-0  | 0-86-63-0 |
| RGB         | 20-181-58  | 252-209-22 | 206-17-38 |
| Hexadecimal | #14B53A    | #FCD116    | #CE1126   |

## Bandeiras históricas
A bandeira do Mali é muito semelhante à da Federação do Mali, que traz na faixa dourada um símbolo representando uma máscara kanaga, um elemento cultural do povo dogon. O Mali atual se vê como herdeiro desse estado. Resumidamente, a bandeira da Federação era a bandeira do Mali, mas a imagem da máscara foi removida sob pressão dos muçulmanos, que não queriam imagens com formas humanas. 
| Bandeira                                                                                    | Período        | Proporções | Governo                    | Descrição |
| ------------------------------------------------------------------------------------------- | -------------- | ---------- | -------------------------- | --- |
|                                                                                             | c . 1324       |            | Império do Mali (provável) | Uma reconstrução da bandeira usada por Muça I no haje, uma possível bandeira histórica do Império do Mali. Consistia em um retângulo amarelo centralizado em um campo vermelho.                          |
|                                                                                             | 1880–1958      | 23         | Sudão Francês              | A bandeira tricolor francesa foi usada como bandeira oficial do Sudão Francês durante a maior parte de sua história.                                                                                     |
| vínculo=https://pt.wikipedia.org/wiki/Ficheiro:Flag_of_French_Sudan_(1958%E2%80%931959).svg | 1958–1959      | 23         | Sudão Francês              | Uma nova bandeira foi adotada em 1958, quando o Sudão Francês ganhou autonomia dentro da Comunidade Francesa. Consistia na bandeira tricolor francesa com uma kanaga preta centralizada na faixa branca. |
|                                                                                             | 1959–1960      | 23         | Federação do Mali          | A bandeira adotada inicialmente na independência do Mali consistia em uma bandeira tricolor vertical de verde, dourado e vermelho, com um kanaga preto centralizado na faixa dourada.                    |
|                                                                                             | 1961– presente | 23         | República do Mali          | A bandeira atual do Mali foi adotada em 1º de março de 1961, eliminando o kanaga que aparecia na bandeira anterior.                                                                                      |

## Outras bandeiras

Bandeira histórica do Império de Massina (1818-1862), localizada nas atuais regiões de Mopti e Segu
Bandeira histórica do Império Uassulu (1878–1898), localizada na região de Uassulu (parte do atual Mali, Guiné e Costa do Marfim).
Bandeira do Movimento Árabe de Azauade, uma organização militante ativa em Azauade /norte do Mali.
Bandeira do Grupo de Autodefesa Tuaregue Ingade e Aliados, uma organização militante ativa nas regiões de Gao e Kidal.
Bandeira do Movimento para a Salvação de Azawad, uma organização militante e movimento político ativo nas regiões de Gao e Kidal.
Roundel da Força Aérea do Mali
Roundel da Força Aérea do Mali (variante)